# Storyville Presents Bob Brookmeyer
Storyville Presents Bob Brookmeyer è il primo album da leader di Bob Brookmeyer, pubblicato nel 1954 dall'etichetta Storyville Records e registrato a New York il 7 gennaio dello stesso anno.

## Tracce
Lato A
1. Open Country – 5:08 (Bob Brookmeyer)
2. Jive at Five – 7:04 (Count Basie, Harry Edison)

Lato B
1. Skylark – 5:46 (Hoagy Carmichael, Johnny Mercer)
2. In the Mode – 3:55 (Al Cohn)
3. Polka Dots and Moonbeams – 3:00 (Jimmy Van Heusen, Johnny Burke)

## Musicisti
- Bob Brookmeyer - trombone
- Al Cohn - sassofono tenore
- Bill Anthony - contrabbasso
- Frank Isola - batteria